# Tricarpelema giganteum
Tricarpelema giganteum là một loài thực vật có hoa trong họ Commelinaceae. Loài này được (Hassk.) H.Hara miêu tả khoa học đầu tiên năm 1971.